# Álvaro Obregón
Álvaro Obregón Salido (Navojoa, 19 februari 1880 – San Ángel, 17 juli 1928) was een Mexicaans militair en politicus. Hij was president van Mexico van 1920 tot 1924. Obregón gold als de militaire winnaar van de Mexicaanse Revolutie, waarin hij het Constitutionalistisch Leger naar de overwinning leidde, en werd in de rebellie van Agua Prieta in 1920 naar het presidentschap gelanceerd. Tijdens zijn presidentschap overzag hij de wederopbouw van het land en bepaalde hij de koers van het postrevolutionaire Mexico. Obregón werd herkozen in 1928 maar werd vermoord door een katholieke radicaal voor hij kon worden ingehuldigd.

## Vroege jaren
Hij werd geboren in de staat Sonora. Zijn ouders waren grondbezitters van Ierse afkomst (O'Brien) die tijdens de Franse Interventie in Mexico een groot deel van hun fortuin in rook op zagen gaan. Zij overleden terwijl Obregón nog een kind was. Naar eigen zeggen droomde Obregón de nacht voor zijn moeders dood dat zij zou overlijden. Hij huwde in 1903 Refugio Urrea, met wie hij vier kinderen kreeg. In 1907 overleden twee van zijn kinderen en zijn vrouw. Door deze gebeurtenissen bleef Obregón zijn hele leven gefascineerd door en onverschillig tegenover de dood.

## Generaal in de Revolutie
Toen de Mexicaanse Revolutie uitbrak was hij een grondbezitter die kikkererwten verbouwde. Aanvankelijk hield hij zich afzijdig van de revolutie, iets waarvoor hij zich later schaamde. In 1911 werd hij tot burgemeester van Huatabampo gekozen. Hij steunde president Francisco I. Madero en sloot zich in april 1912 aan bij het leger om de opstand van Pascual Orozco te bestrijden. Nadat Madero's regering was omvergeworpen door Victoriano Huerta, sloot Obregón zich aan bij de rebellen van Venustiano Carranza, die hem op 20 september 1913 benoemde tot bevelhebber van de Noordwestelijke Divisie van het Constitutionalistische Leger; in anderhalf jaar was Obregón opgeklommen tot generaal. Een groot deel van zijn leger bestond uit Yaqui, een indiaans volk uit Sonora. Hoewel Pancho Villa's aanvallen op Huerta de meeste aandacht kregen waren Obregóns tactieken minstens even effectief. Obregón bereidde zijn veldslagen nauwkeurig voor, en won meestal door de vijand uit te putten. Hij maakte effectief gebruik van moderne technieken en strategieën. Toen op 14 april 1914 een slagschip van Huerta bij Topolobampo zijn troepen bedreigde, gebood hij een piloot vanuit de lucht bommen op dit schip te laten vallen: het eerste luchtbombardement uit de geschiedenis.

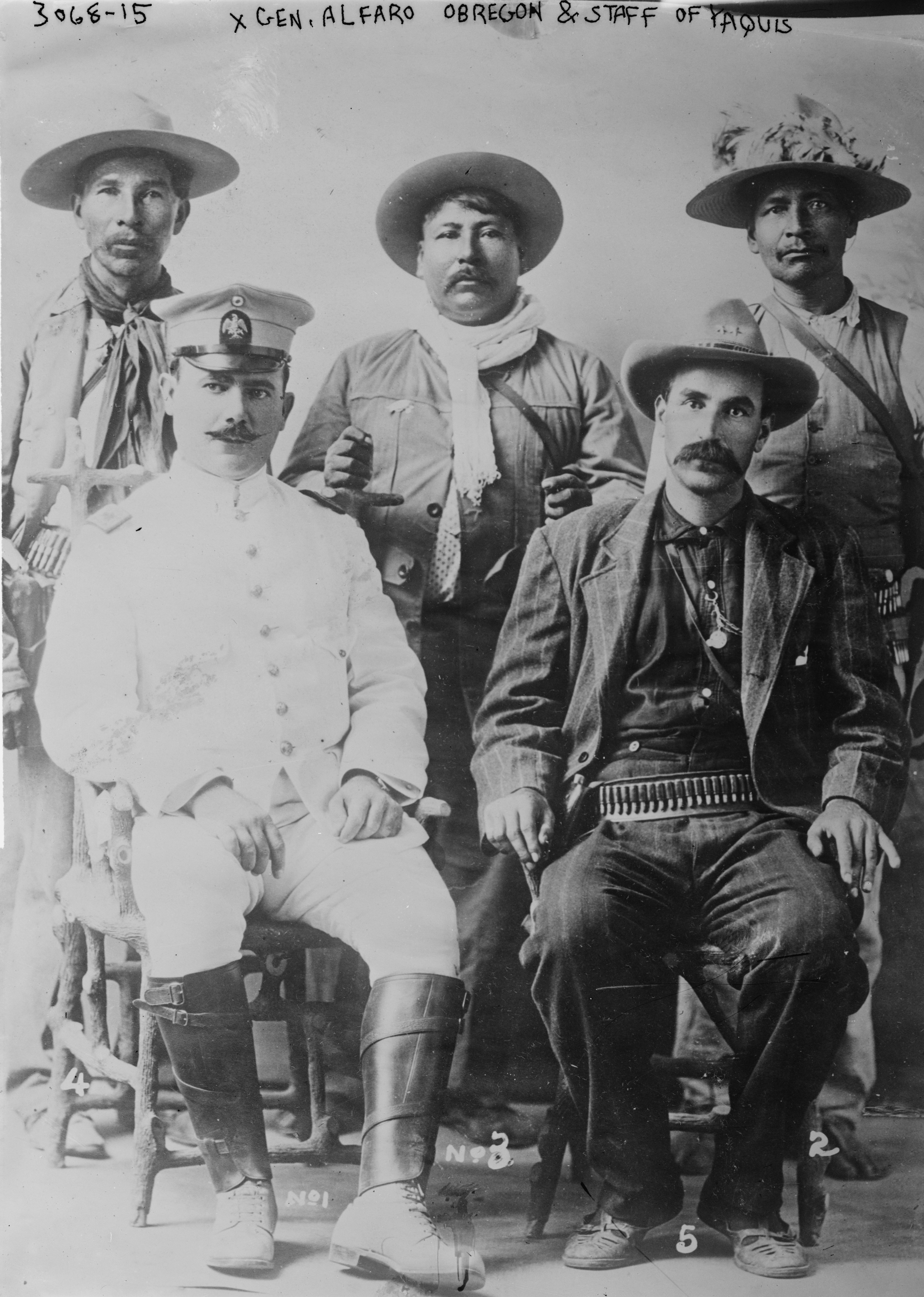
Obregón (wit uniform) en zijn garde van Yaqui's

In mei 1914 dreigde een splitsing onder de constitutionalisten toen Villa tegen de uitdrukkelijke orders van Carranza in Zacatecas innam. Obregón versnelde zijn offensief om Mexico-Stad eerder te bereiken dan Villa en diende de troepen van Huerta een zware klap toe in de slag bij Orendáin ten zuiden van Guadalajara. Op 14 juli droeg Huerta de macht over aan zijn minister van Buitenlandse Zaken Francisco S. Carvajal en ontvluchtte het land. Carvajal droeg vervolgens op 13 augustus middels het verdrag van Teoloyucan de macht over aan Obregón. Vijf dagen later trok Obregón Mexico-Stad binnen. Hij bestrafte de bevolking van de hoofdstad, die zich tijdens de staatsgreep van Huerta laf zou hebben gedragen, door extra belastingen te heffen, en door de bezittingen van de kerk en rijke zakenlieden te onteigenen.
Obregón deed mee aan de onderhandelingen met Pancho Villa om een scheuring in het revolutionaire leiderschap te voorkomen, waarbij hij meerdere keren met zijn leven speelde, en was vertegenwoordiger bij de Conventie van Aguascalientes, waar hij een positie in het midden innam maar uiteindelijk toch voor Carranza koos. Uiteindelijk kon het uiteenvallen van het revolutionaire leiderschap niet worden voorkomen, en de burgeroorlog zette zich voort, waarbij de constitutionalisten het opnamen tegen de conventionalisten van Villa en Emiliano Zapata. Met steun van de vakbeweging organiseerde Obregón de rode bataljons bestaande uit arbeiders, die een welkome aanvulling bleken op het constitutionalistische leger. Obregón trok eerst naar het zuiden om Zapata een slag toe te brengen en richtte daarna zijn pijlen op Villa. Hij wist diens leger naar de hoogvlakte van de Bajío te lokken, waar hij kwetsbaar was ten opzichte van Obregón. Obregón had uitgebreid de tactieken uit de Eerste Wereldoorlog bestudeerd, en Villa's ruiters waren dan ook geen partij tegen de machinegeweren, het prikkeldraad en de loopgraven van Obregón. In vier slagen wist hij Villa een zware nederlaag toe te kennen, afsluitend in de slag bij Celaya, waar 9000 villistas om het leven kwamen. Obregón verloor bij deze slag een arm na een granaatinslag. Toen hij merkte dat hij een arm kwijt was geraakt probeerde hij zichzelf dood te schieten, wat mislukte omdat hij geen kogel meer in zijn geweer had. Obregón hield er de bijnaam el Manco de Celaya ('de manke van Celaya') aan over.

Alvaro Obregón
(1917)

Daar hij in zijn gevechten tegen Villa arbeiders voor zich had gemobiliseerd, wilde hij nu iets voor hen terugdoen en hun omstandigheden verbeteren. Hij wist een aantal veranderingen door te drukken in de grondwet van 1917, waaronder het recht van arbeiders om zich te verenigen en te staken, een minimumloon en een maximaal uur werken per dag. Nadat hij dit bereikt had trok hij zich terug op een boerderij.

## Verkiezing
In 1919 keerde hij terug in de politiek, omdat hij Carranza wilde opvolgen. Bij een reis door het land bleek dat hij erg populair was en een grote kans had de verkiezingen te winnen. Het bleek echter dat Carranza liever de onbekende Ignacio Bonillas als opvolger had. De ontevredenheid met Carranza's regering was sowieso toegenomen, omdat hij te corrupt zou zijn en niet serieus werk maakte van de grondwet. Obregón stelde samen met Adolfo de la Huerta, Pablo González en Plutarco Elías Calles het Plan van Agua Prieta op, waarin werd opgeroepen tot het omverwerpen van Carranza. Deze trad af en poogde het land te ontvluchten, maar werd op zijn vlucht vermoord. De la Huerta werd tot interim-president benoemd en schreef nieuwe verkiezingen uit.
Obregón kreeg de steun van onder andere de Liberaal Constitutionalistische Partij (PLC) en won de verkiezingen met 95,8% van de stemmen. Op 1 december 1920 werd hij ingehuldigd als president.

## Presidentiële termijn
Obregón nam onder andere Calles, De la Huerta, Benjamín Hill, Antonio I. Villarreal en José Vasconcelos op in zijn regering. Deze laatste werd de eerste minister van Onderwijs van Mexico. Hij spande zich in om het Mexicaanse onderwijs te hervormen. Op grote schaal werden scholen gebouwd. Tevens poogde Vasconcelos de idealen van de revolutie uit te dragen door het bevorderen van het muralisme.
Onder Obregón nam de vakbeweging in macht en aanhang toe. De voornaamste vakbond was de Regionale Confederatie van Mexicaanse Arbeiders (CROM) van Luis N. Morones. De CROM rivaliseerde met de Algemene Arbeidersconfederatie (CGT). De strijd tussen de twee vakbonden was vaak gewelddadig, waarbij de regering doorgaans partij koos voor de CROM. Desalniettemin was Obregón niet gelukkig met de macht van de arbeidersbeweging, die het land in zijn ogen alleen maar destabiliseerde.
Onder Obregón begonnen de landverdelingen zoals die onder de grondwet waren voorgeschreven en hij herverdeelde bijna een miljoen hectare aan land. Desalniettemin volgde hij de grondwet niet volgens de letter na. De meest anti-klerikale artikelen besloot hij te negeren om de relatie met de kerk en de overwegend katholieke bevolking niet te zeer onder druk te zetten. Hoewel een tegenstander van de geestelijkheid, was Obregón zelf wel katholiek, en noemde hij Jezus ooit "de grootste socialist die de mensheid ooit gekend heeft".
Álvaro Obregón deed er alles aan de banden met de Verenigde Staten te verbeteren. Bij besloot af te zien van het nationaliseren van de olie-industrie, hoewel dat wel door de grondwet werd voorgeschreven, en verplichtte zich anderhalf miljard dollar aan schulden af te betalen. In 1923 tekende Obregón met de Amerikaanse regering de Bucareli-akkoorden, waarbij Mexico verklaarde geen Amerikaanse eigendommen te onteigenen en vergoedingen te betalen aan Amerikanen die tijdens de Mexicaanse Revolutie schade hadden geleden. In ruil hiervoor erkende de Verenigde Staten eindelijk Obregóns regering. Tegenstanders beschuldigden hem ervan een landverrader te zijn door dusdanig met de Amerikanen te heulen. Obregón verdedigde zichzelf door erop te wijzen dat de Bucareli-akkoorden geen invloed hadden op de Mexicaanse wetgeving, maar slechts bestaande besluiten bekrachtigden.

## Opvolging en latere jaren
In de laatste jaren van zijn regering nam de onrust toe. Voortdurend braken er regionale opstanden uit of verklaarden generaals zich tegen de regering. De PLC bekritiseerde het ondemocratische karakter van de Mexicaanse regering en voerde een campagne voor democratische hervormingen. Obregón slaagde er echter in de PLC monddood te maken. Pancho Villa dreigde tijdens deze politieke crisis de wapenen weer op te nemen, maar werd vermoord voordat het zover kon komen. Adolfo de la Huerta en de PNC waren het oneens met de Bucareli-akkoorden. Nadat Obregon Calles als presidentskandidaat steunde kwam De la Huerta eind 1923 met een grote groep volgelingen in opstand. Hoewel 60% van het leger de zijde van De la Huerta koos raakte het Federale leger nooit serieus in de problemen. Met steun van de Verenigde Staten, die wapens en vliegtuigen leverden, slaagden de regeringstroepen erin de aanhangers van De la Huerta terug te dringen en te verslaan. In januari 1924 was de opstand voorbij. Een groot deel van de leiders werd geëxecuteerd; de overigen, waaronder De la Huerta zelf, vluchtten naar de Verenigde Staten. Calles won de verkiezingen in juli met 84,15% van de stemmen en volgde op 1 december Obregón op.
Na zijn termijn keerde Obregón terug naar zijn haciënda in Sonora. In 1926 en 1927 leidde hij een campagne tegen de Yaqui die weigerden zich aan de Mexicaanse regering te onderwerpen en hij bleef zich informeel met de politiek bezighouden. Desalniettemin verslechterde zijn gezondheidstoestand. Sinds hij zijn arm had verloren was hij steeds dikker geworden, en hij vreesde dat de dood nabij was. In 1927 pleegde een radicale katholieke ingenieur vergeefs een aanslag op zijn leven en drie maanden later volgde er nog een mislukte moordpoging plaats in Orizaba.

## Herverkiezing en dood
In 1926 paste Calles de grondwet aan, zodat herverkiezing van de president werd toegestaan zolang het niet om twee achtereenvolgende termijnen ging. Obregón nam deel aan de verkiezingen, maar kreeg geen steun van de Coöperatistas en evenmin van Morones. Francisco R. Serrano, Obregóns voormalige chef-staf en degene Obregón in Celaya zijn geweer had afgenomen zodat hij geen zelfmoord kon plegen, verklaarde het namens de Nationale Antiherverkiezingspartij (PNA) op te zullen nemen tegen Obregón. Nadat deze echter een bericht binnenkreeg dat Serrano Obregón zou willen laten arresteren, besloot hij Serrano gevangen te nemen en hem met dertien van zijn aanhangers in het bloedbad van Huitzilac om het leven te laten brengen. Een andere tegenkandidaat, Arnulfo R. Gómez, kwam niet veel later om het leven na gepoogd te hebben een opstand tegen Obregón op te zetten. Aldus was Obregón de enige kandidaat en won hij met 100% van de stemmen de verkiezingen.
Op 17 juli werd er een banket georganiseerd in het restaurant La Bombilla ter ere van de aanstaande president. Ondanks een waarschuwing van zijn secretaris besloot hij naar het banket toe te gaan. Tijdens het banket werd hij benaderd door een man die hem het begin van een portret liet zien. Het portret vertoonde een goede gelijkenis, en Obregón gaf de man te kennen dat hij het portret mocht afmaken. In plaats daarvan trok de man een pistool en schoot vijf of zes keer op Obregón. Deze was vrijwel op slag dood. De dader, de rooms-katholieke extremist José de León Toral, werd gearresteerd en op 9 februari 1929 voor een vuurpeloton geëxecuteerd. De moord wordt gezien als een van de kritieke momenten in de Cristero-oorlog.

## Nalatenschap
Obregón was de laatste overlevende van de grote leiders uit de Mexicaanse Revolutie. Net als de meeste anderen kwam hij gewelddadig om het leven. Zijn dood wordt dan ook wel als einde van een tijdperk gezien. Voor Calles vormde het de aanleiding de Nationaal Revolutionaire Partij (PNR) op te richten, die later als Institutioneel Revolutionaire Partij (PRI) Mexico tot 2000 zou regeren. Obregóns dood betekende het begin van het einde van het tijdperk van de militaire caudillos, en het begin van "een natie van instituten en wetten".
Obregón wordt beschouwd als de bekwaamste militaire aanvoerder uit de Mexicaanse Revolutie. Op de plaats van het restaurant waarin hij werd vermoord is het La Bombilla park aangelegd met een monument te zijner ere, en de gemeente waar het deel van uitmaakt is naar hem vernoemd.
- Bibsys: 90130946
- Biblioteca Nacional de España: XX1051021
- Bibliothèque nationale de France: cb119640211 (data)
- Gemeinsame Normdatei: 118786644
- International Standard Name Identifier: 0000 0000 6318 7176
- Library of Congress Control Number: n81018830
- National Archives and Records Administration: 10569602
- Nationale Bibliotheek van Tsjechië: jx20081024005
- Nationale bibliotheek van Australië: 36002218
- Nationale Bibliotheek van Israël: 987007272303605171
- Nationale en Universitaire bibliotheek Zagreb: 000310810
- Nederlandse Thesaurus van Auteursnamen: 146764412
- SNAC: w6j78615
- Système universitaire de documentation: 027642097
- Trove: 1180339
- Virtual International Authority File: 45098281
- WorldCat: E39PBJwmVGqDhkyJCHRGQwc9Dq